# Gustav Fechner
Gustav Theodor Fechner, född den 19 april 1801 i Gross Särchen i Lausitz, död den 18 november 1887 i Leipzig, var en tysk filosof och fysiker.

## Biografi
Fechner studerade medicin och fysik från 1817 vid universitetet i Leipzig och blev professor i fysik där 1834. Vid studiet av subjektiva ljus- och färgfenomen under vintern 1839–40 överansträngde han sina ögon så att han sedan led av en ögonsjukdom, som gjorde honom så gott som blind och medförde att blev tvungen att lämna sin professur. 
I stället ägnade han sig åt filosofiska spekulationer, påverkade av sin vän religionsfilosofen C. H. Weisse. Han skrev också humoristiska texter under signaturen Dr. Mises. Långt upp i hög ålder fortsatte han sin forskning och sitt författarskap och då han var 86 år utgav han en psykofysisk avhandling. 
Av hans skrifter innehåller följande en poetiskt spekulativ metafysik: Nanna oder über das Seelenleben der Pflanzen (1848), Zend-Avesta oder über die Dinge des Himmels und des Jenseits (1851), Über die Seelenfrage (1861), Die drei Motive und Gründe des Glaubens (1863) och Die Tagesansicht gegenüber der Nachtansicht (1879). 
Han betecknade själv sin åsikt som en avläggare av den schellingska spekulationen. Däremot tog han bestämt avstånd från hegelianismen, som han betecknar som "i viss bemärkelse konsten att vänja sig av med ett riktigt slutande". Hans ståndpunkt är till stor del en monism, byggd på poetiska analogier, enligt vilken Gud och världen är ett och själ och kropp samma verklighet, sedd från olika sidor. 
Det ändliga är innehållet i det oändliga. Allt är besjälat. Mellan djur- och växtvärlden finns ett kontinuerligt sammanhang, och det är därför orimligt att tillmäta djuren själsliv, men förneka ett sådant hos växterna. Ja, även den oorganiska naturen antages ha en psykisk sida. 
Jordklotet, liksom de övriga himlakropparna, har också en själ, som förhåller sig till de individuella själarna såsom jorden till de varelsers kroppar, som tillhör dess organism. Ytterst sammanslutas alla själar i en högsta, allt omfattande själ, vars liv yttrar sig i orsakslagar, som knyter samman all verklighet. På så sätt bygger Fechner gudsidén på den högsta av naturlagarna. 
Sin naturfilosofi har han utvecklat i Über die physikalische und philosophische Atomenlehre (1855). Liksom den universella världslag, som vittnar om ett alltomfattande väsens realitet, är gränsen uppåt för vår kunskap, så är atomen som den kroppsliga verklighetens yttersta element gränsen nedåt. Naturvetenskapen kan förstå de materiella fenomenen och processerna endast genom att fatta dem som resultat av växelverkan mellan smådelar. 
Naturvetenskapen uppfattar inte dessa som absoluta atomer, utan enbart som relativt odelbara, genom att de inte kan delas genom oss kända naturkrafter. Men ju mindre vi tänker oss atomerna, desto noggrannare blir de vetenskapliga resultaten. Naturfilosofin tar därför steget fullt ut och antar absoluta atomer, som då också måste sakna utsträckning och yttrar sig bara som kraftcentra. 
På så sätt blir materiens begrepp enligt Fechner inte materialistiskt, men heller inte spiritualistiskt. Han fasthåller nämligen i fenomenet en skillnad mellan det fysiska och det psykiska och ger inte det sistnämnda något företräde i väsendet framför det förstnämnda. 
De är båda väsentliga sidor av all verklighet, vilka förhåller sig till varandra som den konvexa och den konkava sidan av samma cirkelbåge. Sedd inifrån ter den sig som konkav, sedd utifrån som konvex. På samma sätt ter vi oss i vår egen inre erfarenhet såsom själar, men för varandra i den yttre erfarenheten som kroppar. 
En särskild sida av problemet om förhållandet mellan det fysiska och det psykiska har Fechner gjort till föremål för empiriska undersökningar och på så sätt genom sitt arbete Elemente der Psychophysik (1860) grundlagt en ny vetenskap, den så kallade psykofysiken. På en särskild punkt tror Fechner sig nämligen kunna med exakt metod komma åt det lagbundna förhållandet mellan det fysiska och det psykiska, nämligen vid frågan om förhållandet mellan intensiteten hos ett sinnesintryck och intensiteten hos den motsvarande sinnesförnimmelsen. 
Genom att använda den nätt och jämnt märkbara tillväxten i den sistnämnda intensiteten som mått trodde sig Fechner konstatera, att om intrycken på ett visst sinne växer i styrka i geometrisk serie, så växer sinnesförnimmelsernas styrka i aritmetisk. Sinnesförnimmelsernas intensiteter förhåller sig sålunda till varandra som logaritmerna för intryckens intensiteter. Denna lag uppkallade han efter sin föregångare fysiologen Ernst Heinrich Weber, men rättare kallas den för "Fechnerska lagen". 
Genom de undersökningar, som Fechner utförde på detta område, blev han upphov till den moderna experimentella psykologin, vilket erkänts av dess egentlige grundläggare, Wilhelm Wundt, i de minnesord, som denne uttalade vid Fechners grav och sedan gav ut i sina "Philosophische Studien", IY. 
Ännu mer direkt har Fechner grundlagt nutidens empiriska estetik genom sitt originella arbete Vorschule der Aesthetik (1876). I denna och i "Elemente der Psychophysik" har han också lagt grunden till en rationell musikestetik.

## Eftermäle
Asteroiden 11041 Fechner är uppkallad efter honom.